# 滨江道
滨江道是是中国天津市和平区的一条主要商业街。始建于1886年，历史上这条道路因所属时代和所属区域的变迁曾先后命名为“葛公使路”、“天津法租界4号路”、“福煦将军路”、“天津法租界26号路”、“广东街”、“兴亚三区4号路”和“兴亚三区26号路”。1946年，改为现名至今。该路呈东北-西南走向，东北起解放北路的津湾广场，西南至西宁道上的西开教堂，全长2094米，宽12米。其中，滨江道的南京路至和平路段为滨江道步行商业街。

## 历史
滨江道所在地区属于天津法租界。滨江道的东段，即从大法国河坝（今张自忠路）向西至海大道（今大沽北路）段，在1861年天津法租界开辟时就被划入该租界，初期并未开发，直到1886年（清光绪二十二年）才开始修筑道路，并以法国公使葛罗命名为葛公使路（又称天津法租界4号路）。其中，海大道（今大沽北路）至大法国路（今解放北路）一段的葛公使路，因广东商人的商店多，被称为“广东街”。滨江道的西段，即从海大道（今大沽北路）至甘总领事路（今南京路）段，是在1900年（清光绪二十六年）天津法租界扩展时才划入该租界，在当年即修筑道路，并以法国将军福煦命名为福煦将军路（法語：Rue du Maréchal Foch）（又称天津法租界26号路）。1913年8月至1916年6月期间，天津法租界当局在福煦将军路的终点的天津法租界外修建了天主教天津教区的主教座堂西开教堂。1905年后，比利时商人在天津成立天津电车电灯股份有限公司，并在杜总领事路一线建设有轨电车交通网络。1920年代，在福煦将军路与杜总领事路的（今和平路）十字路口陆续建成天津劝业场、浙江兴业银行天津分行大楼、惠中饭店和交通旅馆四座大楼，再加上周边的天祥商场、泰康商场、国民饭店、渤海大楼、基泰大楼等众多整齐美观的西式建筑，福煦将军路逐渐成为形成天津最繁盛的商业中心。当时聚居在天津英租界今五大道区域的天津中外上流社会人士，多选择滨江道一带作为进行消费、娱乐的首选区域。1943年，汪精卫政府接收天津法租界，葛公使路和福煦将军路分别更名为兴亚三区4号路和兴亚三区26号路。二战结束以后的1946年，中华民国国民政府将两段道路合并统一命名为滨江道至今。2008年，津湾广场一期工程启动建设，解放北路和张自忠路之间的一段滨江道因包含在津湾广场一期工程之中，因此周边建筑陆续拆除，道路不复存在。

## 沿街著名建筑
目前，滨江道现存比较著名的建筑有：

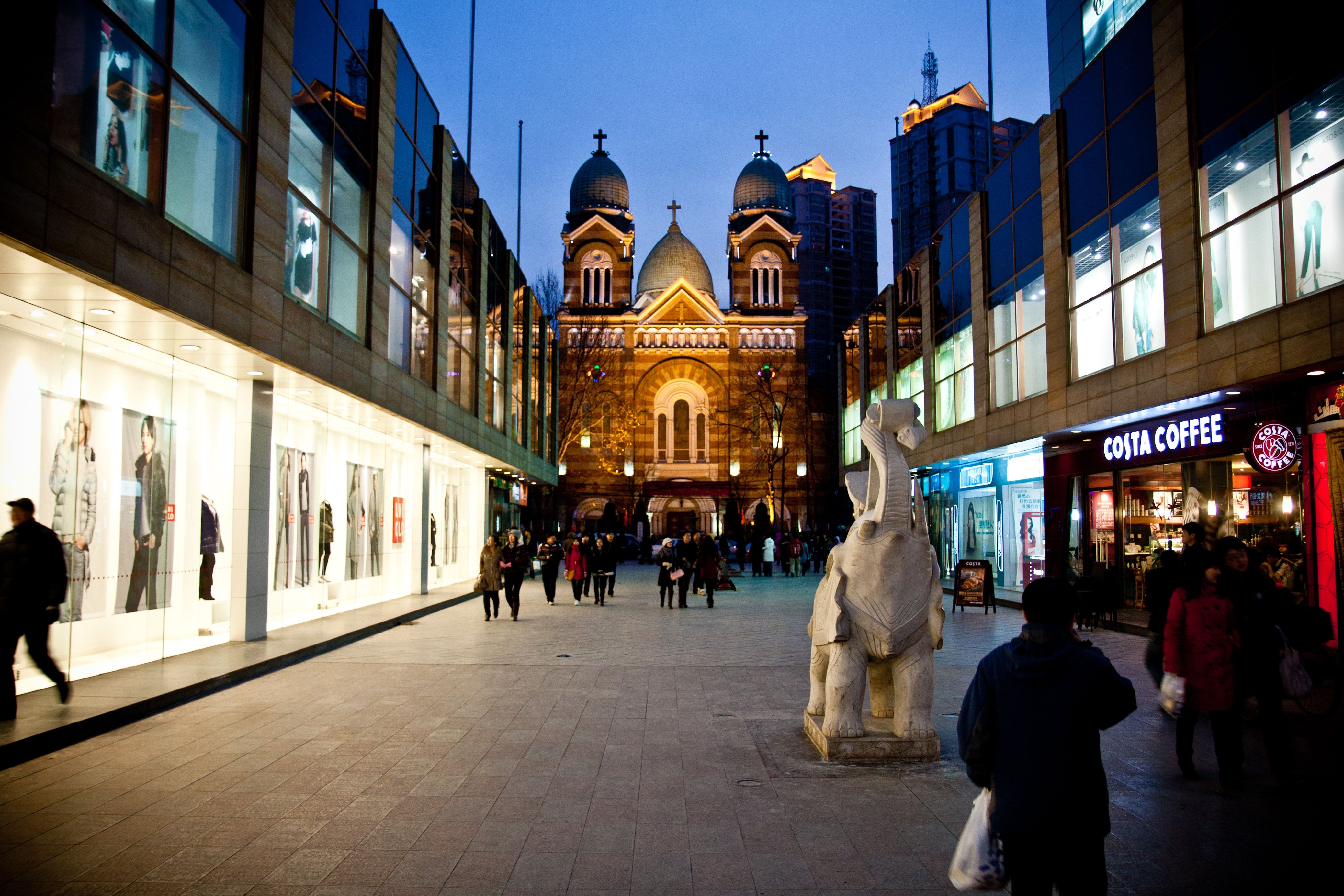
滨江道两侧的国际商场和西开教堂

- 天津市全国重点文物保护单位：天津劝业场，滨江道152－166号
- 天津市历史风貌建筑：天津惠中饭店大楼，滨江道141-153号
- 天津市历史风貌建筑：光明影院，滨江道167号
- 天津市历史风貌建筑：基泰大楼，滨江道109号至123号

此外，沿滨江道周边的著名建筑有：
- 天津市文物保护单位：西开天主教堂，西宁道11号
- 天津市文物保护单位：浙江兴业银行天津分行大楼，和平路237号
- 天津市文物保护单位：中共中央北方局旧址，黑龙江路隆泰里19号
- 天津市历史风貌建筑：天津交通饭店大楼，和平路239-243号[5]

## 交汇道路
目前，与滨江道相交汇的主要道路有：
- 西宁道
- 南京路 原甘总领事路（Rue G.Kahn）
- 陕西路 原狄米得城路（Rue de Dixmude）
- 山西路 原萨工程司路（Rue Sabouraud）
- 河南路 原一坡城路（Rue D'ypres）
- 河北路 原德大夫路（Rue Depasse）
- 山东路 原沙大夫路（Rue Chabaneix）
- 新华路 原樊主教路（Rue Favier）
- 辽宁路 原梅大夫路（Rue Mesny）
- 和平路 原杜总领事路（Rue de Chaylard）
- 兴安路 原毕格海路（Rue Piequerez）
- 杨福荫路
- 大沽北路 原大沽路（Rue de Takou）
- 黑龙江路 原石教士路（Rue Chevrier）
- 吉林路 原巴黎路（Rue de Paris）
- 解放北路 原大法国路（Rue de France）

历史上，与滨江道相交汇的道路还有：
- 松江路 原古拔路（Rue Courbet）
- 合江路 原宝总领事路（Rue Henry Bourgeois）
- 张自忠路 原大法国河坝（Quai de France）